# Phép đồng phôi

Một trò đùa toán học thường được nhắc đến là các nhà topo học không thể biết cái cốc uống và cái donut có khác nhau không, do một cái donut có thể được biến đổi, giữ nguyên khoảng hổng giữa cái bánh donut trở thành tay cầm của cái cốc. Hoạt họa này miêu tả rằng cái cốc uống và cái donut là đồng phôi với nhau.

Trong toán học và đặc biệt là topo, một phép đồng phôi (nghĩa là có cùng hình dạng, được đặt tên bởi Henri Poincare), hay đẳng cấu topo, ánh xạ đồng liên tục (tiếng Anh: bicontinuous function) là một song ánh và ánh xạ liên tục giữa hai không gian topo, sao cho ánh xạ ngược cũng liên tục. Các đồng phôi là đẳng cấu của phạm trù không gian topo - nghĩa là các đồng phôi là các ánh xạ bảo toàn được cấu trúc topo của một không gian. Hai không gian qua một phép đồng phôi cũng được gọi là đồng phôi với nhau.
Một cách nôm na, các không gian topo cơ bản là các đối tượng hình học, và một phép đồng phôi biến đối tượng này thành một đối tượng khác, ví dụ hình vuông và hình tròn thì đồng phôi với nhau, nhưng một mặt cầu và hình xuyến thì không.

## Định nghĩa
Một ánh xạ {\displaystyle f:\;X\rightarrow Y} giữa hai không gian tô pô {\displaystyle (X,\tau _{X}),\;(Y,\tau _{Y})} được gọi là một phép đồng phôi nếu thỏa mãn các tính chất sau:
- f là một song ánh
- f là ánh xạ liên tục
- ánh xạ ngược {\displaystyle f^{-1}} là liên tục

Nếu tồn tại một ánh xạ f thỏa mãn các tính chất trên thì {\displaystyle X,Y} được gọi là đồng phôi với nhau.
Một phép tự đồng phôi là một phép đồng phôi từ một không gian tô pô vào chính nó. Phép đồng phôi hình thành nên một quan hệ tương đương trên lớp các không gian tô pô, lớp tương đương này còn được gọi là những lớp đồng phôi.
Điều kiện thứ ba ({\displaystyle f^{-1}} là liên tục) là không thể bỏ được, với phản ví dụ {\textstyle f:[0,2\pi )\to S^{1}} (đường tròn đơn vị trong {\displaystyle \mathbb {R} ^{2}}), cho bởi công thức {\textstyle f(\varphi )=(\cos \varphi ,\sin \varphi ).} Ánh xạ này là song ánh, liên tục nhưng không phải đồng phôi (do S^1 compact nhưng [0,2\pi) thì không), do ánh xạ ngược {\displaystyle f^{-1}} không liên tục tại điểm {\textstyle (1,0),}, dù {\displaystyle f^{-1}} biến {\textstyle (1,0),} thành {\displaystyle 0}, nhưng bất cứ lân cận nào của điểm này đều gần với {\displaystyle 2\pi }, mà {\displaystyle 2\pi } không nằm trong lân cận ban đầu.
Hợp thành của hai đồng phôi là một đồng phôi, từ đó tập tất cả các tự đồng phôi {\textstyle X\to X} lập thành một nhóm, gọi là nhóm đồng phôi của X, kí hiệu {\textstyle \operatorname {Homeo} (X).} 

## Ví dụ

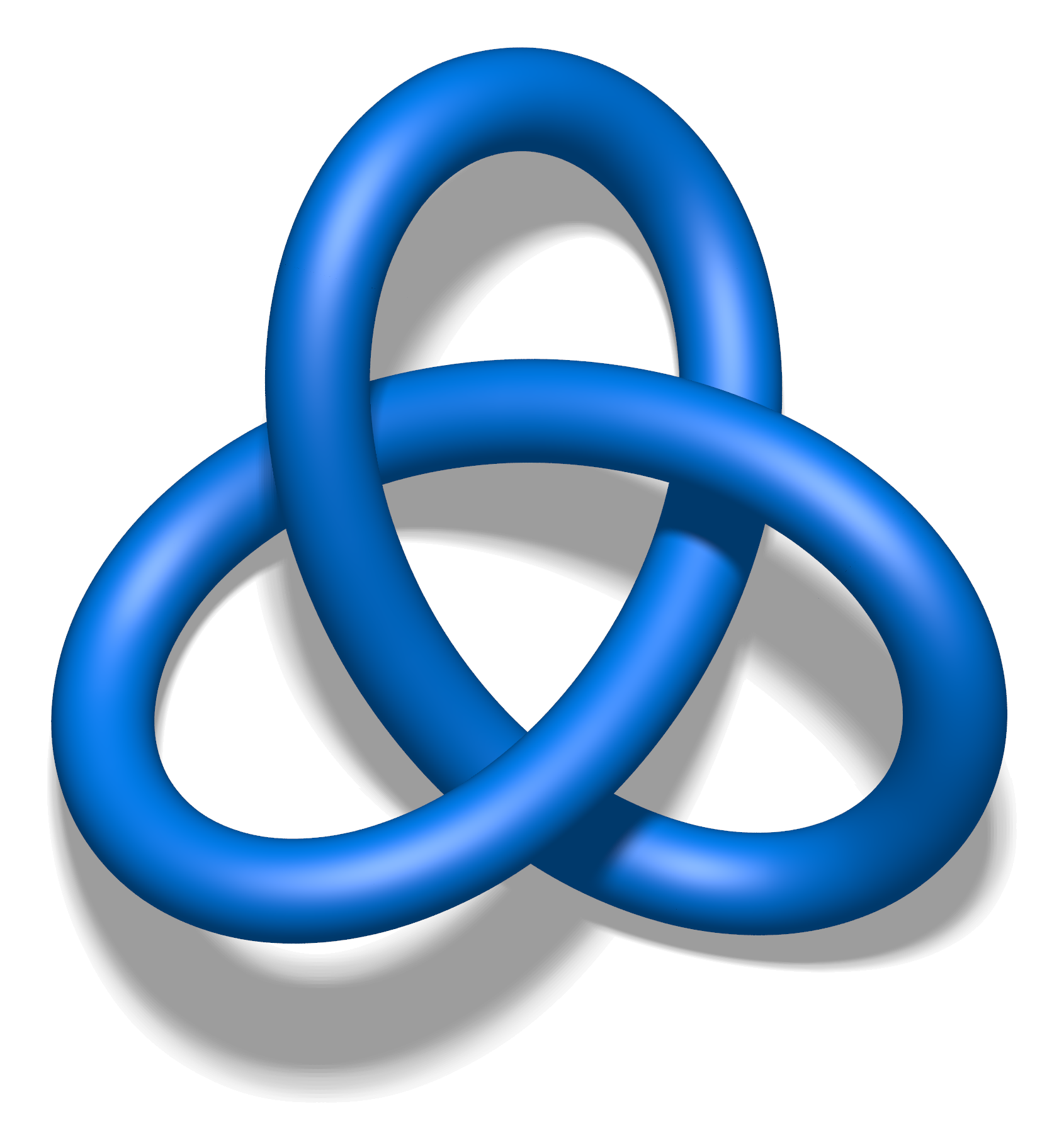
Một nút ba lá đồng phôi với hình xuyến.

- Khoảng mở {\textstyle (a,b)} đồng phôi với đường thẳng thực {\displaystyle \mathbb {R} } với mọi {\textstyle a<b.}, thông qua phép đồng phôi {\textstyle f(x)={\frac {1}{a-x}}+{\frac {1}{b-x}}}.
- Hình tròn đơn vị và hình vuông đơn vị trong {\displaystyle \mathbb {R} ^{2}} là đồng phôi, qua phép đồng phôi trong hệ tọa độ cực {\displaystyle (\rho ,\theta )\mapsto \left({\frac {\rho }{\max(|\cos \theta |,|\sin \theta |)}},\theta \right).}
- đồ thị của hàm khả vi đồng phôi với tập xác định của chính nó.
- Nếu {\displaystyle G} là nhóm topo, phép nghịch đảo {\displaystyle x\mapsto x^{-1}} là một đồng phôi.

### Các phản ví dụ
- Với m ≠ n, {\displaystyle \mathbb {R} ^{m}} và {\displaystyle \mathbb {R} ^{n}} không đồng phôi.
- Đường thẳng thực trong không gian Euclide không đồng phôi với đường tròn đơn vị, do đường tròn đơn vị thì compact nhưng đường thẳng thực thì không. Tương tự, đoạn {\displaystyle [0,1]} và khoảng {\displaystyle (0,1)} không đồng phôi với nhau.

## Tính chất
Hai không giao topo đồng phôi với nhau thì có cùng tính chất topo với nhau.
Cho ánh xạ {\displaystyle f:X\to Y}. Với {\displaystyle f} là phép đồng phôi giữa {\displaystyle X} và {\displaystyle Y}. Nếu
- {\displaystyle X} là không gian topo compact thì {\displaystyle Y} cũng là không gian topo compact và ngược lại.
- {\displaystyle X} là không gian topo liên thông thì {\displaystyle Y} cũng là không gian topo liên thông và ngược lại.
- {\displaystyle X} là không gian topo Hausdorff thì {\displaystyle Y} cũng là không gian topo Hausdorff và ngược lại.
- Cho nên không gian R với tô pô chuẩn thì không đồng phôi với không gian R với tô pô phần bù hữu hạn, vì không gian R với tô pô chuẩn là không gian Hausdorff, còn không gian R với tô pô phần bù hữu hạn thì không.

## Các khái niệm khác
- Phép nhúng [8]

của {\displaystyle X} trong {\displaystyle Y} là một ánh xạ: {\displaystyle f:X\to Y} sao cho {\displaystyle f} là phép đồng phôi giữa {\displaystyle X} và không gian con {\displaystyle f(X)} của {\displaystyle Y}.
- Cho {\displaystyle X} là không gian topo.Nếu {\displaystyle f:[-1,1]\to X} là một phép nhúng thì ảnh của {\displaystyle f} là một cung trong {\displaystyle X}.Nếu {\displaystyle f:S^{1}\to X} là một phép nhúng thì ảnh của {\displaystyle f} là một đường cong đơn kín đơn giản trong {\displaystyle X}.
- Ví dụ: những nốt thắt dây là phép nhúng của một vòng tròn vào không gian 3 chiều.

những nốt thắt dây là phép nhúng của một vòng tròn vào không gian 3 chiều